# Руссоциці
Руссоциці (пол. Russocice) — село в Польщі, у гміні Владиславув Турецького повіту Великопольського воєводства.
Населення — 628 осіб (2011).
У 1975-1998 роках село належало до Конінського воєводства.

## Демографія
Демографічна структура станом на 31 березня 2011 року:
|          | Загалом | Допрацездатний вік | Працездатний вік | Постпрацездатний вік |
| -------- | ------- | ------------------ | ---------------- | -------------------- |
| Чоловіки | 317     | 79                 | 206              | 32                   |
| Жінки    | 311     | 63                 | 177              | 71                   |
| Разом    | 628     | 142                | 383              | 103                  |